# Pina Tufano
Giuseppina Tufano, detta Pina (Somma Vesuviana, 19 giugno 1965), è un'ex cestista italiana.
È sorella maggiore del cestista Giacomantonio Tufano.

## Carriera

### Club
Inizia a giocare a pallacanestro nel 1977: a 12 anni muove i primi passi nel settore giovanile della società sportiva Basket Ottaviano. L'anno successivo si allena e gioca con il Cus Napoli. Nel 1979 viene convocata ad un concentramento che si svolge a Morbegno. Viene notata da molte società di serie A, e in agosto dello stesso anno si trasferisce a Roma. Nella A.S. Algida Roma si allena con la prima squadra allenata da Gino Minervini, e milita contemporaneamente nel settore giovanile. Il suo esordio in serie A avviene a 16 anni. Con l'A.S. Roma conquista uno scudetto nel campionato Juniores ed uno nel campionato Allieve (1982); nel 1984 conquista la Coppa Ronchetti con la prima squadra.
Dopo questo successo si trasferisce alla Virtus Viterbo, dove raggiunge una finale di Coppa Ronchetti ed una finale scudetto. Nel 1986 passa alla Libertas Trogylos Basket Priolo, dove resterà fino al 1992: vince uno scudetto nel 1989 e la Coppa Campioni nel 1990. Dal 1992 viene ingaggiata dal Basket Avellino, e vi resta per tre stagioni. Nel 1995 passa a Cesena, raggiungendo ancora una volta la finale scudetto.
Dopo le Olimpiadi di Atlanta si ferma per due anni e, dopo una breve esperienza nel 1999 al C.B. Durán Maquinaria Ensino di Lugo (Spagna), si trasferisce a Rovereto con cui conquista la Coppa di Lega. Nel 2001 con il Taranto Cras Basket ottiene la promozione in Serie A1; nel 2003-2004 disputa la massima serie con le Pantere Caserta.
In totale ha partecipato a 15 campionati di serie A1 ed a 2 campionati di serie A2.

### Nazionale
Con la nazionale giovanile conquista la medaglia di bronzo agli europei juniores in Finlandia. Nel 1983 il suo esordio con la nazionale maggiore a Muggia.
Ha partecipato a 7 edizioni dei Campionati Europei, conquistando la medaglia d'argento nel 1995 a Brno.
Ha disputato le Olimpiadi nel 1992 e nel 1996 ed i Mondiali nel 1994. Ai XII Giochi del Mediterraneo (1993) ha vinto la medaglia d'argento.
In totale vanta 214 presenze e 1.047 punti in Nazionale maggiore.

## Statistiche

### Statistiche in campionato
Dati aggiornati al 30 giugno 2003
| Stagione        | Squadra            | Competizione | Partite | Partite | Partite | Statistiche tiro | Statistiche tiro | Statistiche tiro | Altre statistiche | Altre statistiche | Altre statistiche | Altre statistiche | Altre statistiche |
| Stagione        | Squadra            | Competizione | Pres.   | Titol.  | Minuti  | Tiri da 2        | Tiri da 3        | Liberi           | Rimb.             | Assist            | Rubate            | Stopp.            | Punti             |
| --------------- | ------------------ | ------------ | ------- | ------- | ------- | ---------------- | ---------------- | ---------------- | ----------------- | ----------------- | ----------------- | ----------------- | ----------------- |
| 1980-1981       | Algida Roma        | Serie A1     | 13      |         |         |                  |                  |                  |                   |                   |                   |                   | 30                |
| 1981-1982       | Canon Roma         | Serie A1     | 25      |         |         |                  |                  |                  |                   |                   |                   |                   | 233               |
| 1982-1983       | Canon Roma         | Serie A1     | 12      |         |         |                  |                  |                  |                   |                   |                   |                   | 113               |
| 1983-1984       | Bata Roma          | Serie A1     | 26      |         |         |                  |                  |                  |                   |                   |                   |                   | 324               |
| 1984-1985       | Bata Viterbo       | Serie A1     | 34      |         |         |                  |                  |                  |                   |                   |                   |                   | 414               |
| 1985-1986       | Bata Viterbo       | Serie A1     | 35      |         |         |                  |                  |                  |                   |                   |                   |                   | 318               |
| 1986-1987       | Polenghi Priolo    | Serie A1     | 32      |         |         |                  |                  |                  |                   |                   |                   |                   | 360               |
| 1987-1988       | Ibla Priolo        | Serie A1     | 30      |         |         |                  |                  |                  |                   |                   |                   |                   | 282               |
| 1988-1989       | Enichem Priolo     | Serie A1     | 39      |         |         |                  |                  |                  |                   |                   |                   |                   | 290               |
| 1989-1990       | Trogylos Priolo    | Serie A1     | 27      |         | 792     | 65/156           | 0/0              | 28/48            | 193               | 8                 | 39                |                   | 158               |
| 1990-1991       | Enimont Priolo     | Serie A1     | 30      |         | 818     | 69/141           | 0/0              | 29/40            | 152               |                   | 46                |                   | 167               |
| 1991-1992       | Enichem Priolo     | Serie A1     | 30      |         | 927     | 94/201           | 0/1              | 49/80            | 182               | 7                 | 64                |                   | 237               |
| 1992-1993       | Avellino           | Serie A1     | 30      |         | 838     | 102/192          | 0/0              | 54/81            | 200               | 10                | 60                |                   | 258               |
| 1993-1994       | Avellino           | Serie A1     | 30      |         | 903     | 97/160           | 3/15             | 55/85            | 227               | 13                | 80                |                   | 258               |
| 1994-1995       | Avellino           | Serie A1     | 28      |         | 892     | 103/181          | 0/0              | 48/81            | 173               | 6                 | 69                |                   | 254               |
| 1995-1996       | TMC Cesena         | Serie A1     | 29      |         | 694     | 62/123           | 0/1              | 27/50            | 99                | 4                 | 27                |                   | 151               |
| 1996-1997       | Isab Energy Priolo | Serie A1     | 12      |         | 280     | 23/49            | 1/1              | 7/13             | 38                | 0                 | 7                 |                   | 56                |
| 2003-2004       | C. Energia Caserta | Serie A1     | 21      |         |         | 9/15             | 0/0              | 5/7              | 17                | 3                 | 2                 |                   | 23                |
| Totale carriera |                    |              |         |         |         |                  |                  |                  |                   |                   |                   |                   |                   |

### Statistiche nelle coppe europee
Dati aggiornati al 30 giugno 2003
| Stagione        | Squadra         | Competizione | Partite | Partite | Partite | Statistiche tiro | Statistiche tiro | Statistiche tiro | Altre statistiche | Altre statistiche | Altre statistiche | Altre statistiche | Altre statistiche |
| Stagione        | Squadra         | Competizione | Pres.   | Titol.  | Minuti  | Tiri da 2        | Tiri da 3        | Liberi           | Rimb.             | Assist            | Rubate            | Stopp.            | Punti             |
| --------------- | --------------- | ------------ | ------- | ------- | ------- | ---------------- | ---------------- | ---------------- | ----------------- | ----------------- | ----------------- | ----------------- | ----------------- |
| 1986-1987       | Polenghi Priolo | Ronchetti    | 4       |         |         |                  |                  |                  |                   |                   |                   |                   | 46                |
| 1987-1988       | Ibla Priolo     | Ronchetti    | 5       |         |         |                  |                  |                  |                   |                   |                   |                   | 56                |
| 1988-1989       | Enichem Priolo  | Ronchetti    | 8       |         |         |                  |                  |                  |                   |                   |                   |                   | 65                |
| 1989-1990       | Enimont Priolo  | C. Campioni  | 13      |         |         |                  |                  |                  |                   |                   |                   |                   | 78                |
| 1990-1991       | Enichem Priolo  | Ronchetti    | 6       |         |         |                  |                  |                  |                   |                   |                   |                   | 35                |
| 1991-1992       | Enichem Priolo  | Ronchetti    | 13      |         | 113     | 16/28            | 0/0              | 5/5              | 40                | 0                 | 7                 |                   | 92                |
| Totale carriera |                 |              |         |         |         |                  |                  |                  |                   |                   |                   |                   |                   |

## Palmarès

### Club
- Campionato italiano: 1

Trogylos Priolo: 1988-1989
- Coppa dei Campioni: 1

Trogylos Priolo: 1989-1990
- Coppa Ronchetti: 1

S.S. Roma: 1983-1984

### Nazionale
- Argento

Campionati Europei 1995
- Argento

XII Giochi del Mediterraneo 1993